# Ratpenat frugívor de Handley
El ratpenat frugívor de Handley (Artibeus amplus) és una espècie de ratpenat estenodermatini que viu a Colòmbia, Guyana i Veneçuela.